# Sonderweg
Sonderweg [ˈzɔndɐˌveːk], der deutsche Sonderweg, är ett begrepp som syftar på att Tyskland skulle ha en unik ställning och roll i historien och skilja sig från övriga Europa och världen. Förordarna menar att Tyskland skulle ha gått en särskild väg genom historien och inte upplevt den normala historieutvecklingen som andra länder. Begreppet har bland annat använts för att förklara Tysklands väg mot Tredje riket och man utgår då ofta från Preussens roll under 1800-talet. Sonderweg är ett omstritt och kontroversiellt begrepp.

## Kritik av Sonderweg-begreppet
Den australiske historiken Christopher Clark vänder sig mot att Tyskland skulle ha gått en Sonderweg i historien från 1800-talet och framåt. Han pekar på att det man säger skulle visa på en tysk Sonderweg återfinns i andra länder som USA, Storbritannien och Frankrike, till exempel hur länderna behandlade folken i sina kolonier och såg på demokratiska värden. Det finns stora likheter mellan Preussen och Tyskland och övriga länder. Clark ställer motfrågan: "Vilket land har inte en egen väg?". Clark menar att det är utvecklingen efter första världskriget som gjort att många menar att Tyskland gått en Sonderweg längre tillbaka i historien kopplat till en syn på Preussen som mer militaristiskt än andra länder. Clark pekar på hur bilden av Preussen som en dubbelnatur bestående av modernitet och bakåtsträvande skulle lett till en Sonderweg. Clark menar att denna paradox är skapad av Germaine de Staël som beskrev Preussen på detta sätt liknande ett Janusansikte 1810 och att denna bild av Preussen sedan tagits över av historiker.